# Polycycnis silvana
Polycycnis silvana là một loài thực vật có hoa trong họ Lan. Loài này được F.Barros miêu tả khoa học đầu tiên năm 1983.